# Nicolas de Pellevé
Charles Nicolas de Pellevé (Jouy-sous-Thelle, 18 d'octubre de 1518 - París, 28 de març de 1594) va ser un cardenal francès compromès en la lluita contra el protestantisme durant les Guerres de religió a França.

## Biografia
Nicolas va ser el segon fill de Charles de Pellevé, senyor de Liancourt-Saint-Pierre i de Jouy-sous-Thelle, d'una antiga família de Normandia, i d'Hélène de Fay. El seu germà Robert de Pellevé va ser bisbe de Pamiers de 1557 a 1579.

### Carrera eclesiàstica
Professor de dret i abat de Saint-Corneille, va ser bisbe d'Amiens l'any 1552 amb el suport dels Guises.
L'any 1559, és enviat a Escòcia per donar suport a la regent d'Escòcia Marie de Guise, i torna a França a la mort d'aquesta última que marca la fi del setge de Leith.
L'any 1560, fa construir el castell de Liancourt (que serà gairebé totalment destruït l'any 1830). Convida un arquitecte italià per tal de dissenyar l'església de Sant Pere i Sant Pau de Jouy-sous-Thelle on descansen diversos membres de la seva família.
El 16 de desembre de 1562, és arquebisbe de Sens en lloc del cardenal de Guise. El Pius V el va promoure cardenal. El nou papa Gregori XIII li va donar el títol de cardenal-prevere de Santi Giovanni e Paolo en el consistori del 17 de maig de 1570 (serà cardenal-prevere de Santa Prassede el 14 de novembre de 1584). A continuació el nomena prefecte de la Congregació dels bisbes i regulars a Roma.
L'any 1588, és arquebisbe de Reims però no torna a França fins a l'any 1592.
Va viure durant vint anys en el si de la cúria romana on va destacar pel seu ultramuntanisme, comunicant a Roma la política del rei Enric III. Va donar suport actiu a la Santa Lliga de París i va anar fins i tot a París l'any 1592 per donar suport a l'elecció d'un nou rei de França. Va morir a l'edat de 75 anys, quatre dies després de la presa de París per Enric IV.
És un dels últims caps de la Santa Lliga de París. Ja malalt, és presenta a París quan el rei Enric IV fa la seva entrada el 22 de març de 1594. Mor sis dies més tard al carrer de la Figuera, a l'hotel dels arquebisbes de Sens.